# Vorpal

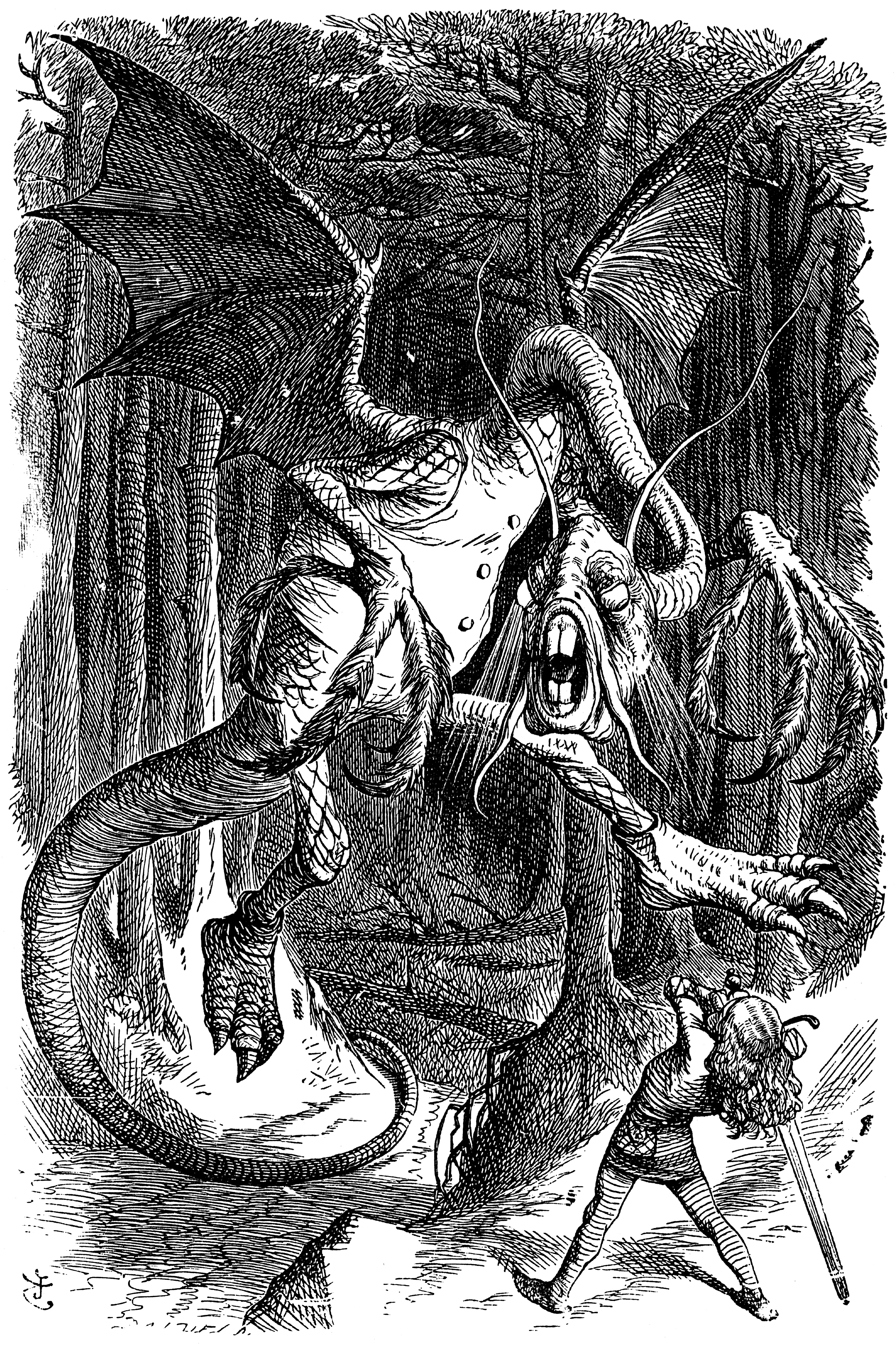
Uma ilustração para o poema Jabberwocky de 1871

"Vorpal sword" e "lâmina vorpal" são expressões usadas por Lewis Carroll em seu poema sem sentido "Jabberwocky", que foram tomadas em vários outros meios de comunicação. Carroll nunca forneceu uma definição. O termo foi adotado pelo jogo de RPG Dungeons & Dragons, onde as lâminas "vorpal" têm a capacidade de decapitar os oponentes em golpes de sorte.

## Contexto e definição
Carroll publicou  Through the Looking-Glass  em 1871. Perto do começo,  Alice descobre e lê o poema "Jabberwocky", que Humpty Dumpty tenta mais tarde explique, para sua crescente consternação. Um dos vários adjetivos sem sentido do poema, "vorpal", é usado duas vezes para descrever a espada que um jovem herói emprega para matar o monstro titular do poema:
Ele pegou sua espada vorpal na mão,

muito tempo o inimigo manxome ele procurou

Então descansou ele pela árvore Tum-Tum

E ficou por algum tempo em pensamento.
E depois,
Um dois! Um dois! E através e através

A lâmina vorpal foi snicker-snack!

Ele a deixou morta e com a cabeça

Ele foi galopar de volta.
Tal como acontece com grande parte do vocabulário do poema, o leitor é deixado para adivinhar o significado de "vorpal" do contexto. Como convém a espada em uma balada heróica, "vorpal" é freqüentemente assumido como mortal ou afiado. O próprio Carroll explicou que muitas das palavras do poema eram uma combinação divertida de palavras existentes no inglês, de modo que "frumosa" significava "fumegante e furiosa", "mimosa" significava "frágil e miserável" e "slithy" significava "ágil e viscoso". Carroll parece nunca ter fornecido significado para "vorpal", em um ponto escrito, "Eu tenho medo de não poder explicar 'lâmina de vorpal' para você - nem ainda 'madeira de tulgey' ", embora Alexander L. Taylor anote (em sua biografia de Carroll "O Cavaleiro Branco") que "vorpal" pode ser formado tomando letras alternadamente de "verbal" e "evangelho".